# Broken Crown Halo
Albums de Lacuna Coil
Dark Adrenaline
(2012)
Singles
1. Nothing Stands In Our Way
Sortie : 7 février 2014
2. Die & Rise
Sortie : 18 février 2014
3. I Forgive (But I Won't Forget Your Name)
Sortie : 18 mars 2014

Broken Crown Halo est le septième album studio du groupe italien de metal gothique Lacuna Coil, publié le 31 mars 2014 sur le label discographique de metal Century Media Records.

## Liste des titres
Toute la musique est composée par Jay Baumgardner et Lacuna Coil.
| No  | Titre                                                                   | Durée |
| --- | ----------------------------------------------------------------------- | ----- |
| 1.  | Nothing Stands In Our Way                                               | 4:07  |
| 2.  | Zombies                                                                 | 3:47  |
| 3.  | Hostage to the Light                                                    | 3:56  |
| 4.  | Victims                                                                 | 4:31  |
| 5.  | Die & Rise                                                              | 3:44  |
| 6.  | I Forgive (But I Won’t Forget Your Name)                                | 3:56  |
| 7.  | Cybersleep                                                              | 4:26  |
| 8.  | Infection                                                               | 4:23  |
| 9.  | I Burn In You                                                           | 4:15  |
| 10. | In the End I Feel Alive                                                 | 4:21  |
| 11. | One Cold Day (en hommage à Claudio Leo, ancien membre du groupe décédé) | 6:09  |